# 1928 في لبنان
فيما يلي قوائم الأحداث التي وقعت خلال عام 1928 في لبنان.

## سياسة

### تعيين في المنصب
- 10 أغسطس – حبيب باشا السعد رئيس وزراء لبنان.

### انتهاء فترة المنصب
- 10 أغسطس – بشارة الخوري رئيس وزراء لبنان.

## موسيقى

### أغاني
من الأغاني التي صدرت هذه السنة في لبنان:
- 1 يناير – يا جارة الوادي من غناء فيروز.

## مواليد

### يناير
- 1 يناير – فهمي ناجي الإمام
- 1 يناير – مخايل الضاهر سياسي لبناني.

### فبراير
- 16 فبراير – ميشال إده سياسي ورجل أعمال لبناني.
- 19 فبراير – نيكولا حايك

### سبتمبر
- 16 سبتمبر – جان عادل إيليا أسقف رومي ملكي كاثوليكي لبناني.

### أكتوبر
- 25 أكتوبر – عارف الريس فنان.

## وفيات

### يناير
- 1 يناير – قاسم أبو عز الدين (مواليد 1854) طبيب لبناني - عثماني.